# Never Gonna Give You Up (singel Mai Kuraki)
„NEVER GONNA GIVE YOU UP” – czwarty singel japońskiej piosenkarki Mai Kuraki, wydany 7 czerwca 2000 roku. Osiągnął 2 pozycję w rankingu Oricon i pozostał na liście przez 7 tygodni, sprzedał się w nakładzie 434 250 egzemplarzy. Singel zdobył status platynowej płyty.

## Lista utworów
| Nr | Tytuł                                             | Słowa                      | Kompozycja                                    | Aranżacja                                                      | Czas |
| -- | ------------------------------------------------- | -------------------------- | --------------------------------------------- | -------------------------------------------------------------- | ---- |
| 1. | "NEVER GONNA GIVE YOU UP"                         | Mai Kuraki, Michael Africk | Michael Africk, Miguel Sá Pessoa, Perry Geyer | Michael Africk, Miguel Sá Pessoa, Perry Geyer                  | 4:00 |
| 2. | "Trying To Find My Way"                           | Mai Kuraki                 | Aika Ōno                                      | Cybersound                                                     | 3:31 |
| 3. | "NEVER GONNA GIVE YOU UP ~It's On Tonight Remix~" | Mai Kuraki, Michael Africk | Michael Africk, Miguel Sá Pessoa, Perry Geyer | Michael Africk, Miguel Sá Pessoa, Perry Geyer Remixed by ME-YA | 4:59 |
| 4. | "NEVER GONNA GIVE YOU UP" (Instrumental)          |                            | Michael Africk, Miguel Sá Pessoa, Perry Geyer | Michael Africk, Miguel Sá Pessoa, Perry Geyer                  | 4:00 |

## Notowania
| Lista                       | Pozycja |
| --------------------------- | ------- |
| Oricon Weekly Singles Chart | 2       |
| Oricon Yearly Singles Chart | 58      |